# Wojciech Pukocz
Wojciech Pukocz (ur. 1970 w Mikołowie) – polski artysta, malarz i rysownik, profesor sztuk plastycznych, profesor Akademii Sztuk Pięknych im. Eugeniusza Gepperta we Wrocławiu i jej rektor w kadencji 2020–2024.

## Życiorys
Absolwent technikum budowlanego (1990) oraz Studium Nauczycielskiego w Katowicach na kierunku plastyka (1992). W 1997 ukończył studia w Akademii Sztuk Pięknych we Wrocławiu, uzyskując dyplom w Pracowni Malarstwa profesora Stanisława Kortyki. Doktoryzował się w 2006 na uczelni macierzystej na podstawie dysertacji pt. Ciało bez ciała. Stopień naukowy doktora habilitowanego uzyskał w 2012 na ASP we Wrocławiu w oparciu o pracę: Obraz między mediami – analiza struktury wizualnej od malarstwa materii do obrazu cyfrowego. Tytuł profesora sztuk plastycznych otrzymał 9 listopada 2018.
Od 1997 związany jako nauczyciel akademicki z Akademią Sztuk Pięknych im. Eugeniusza Gepperta we Wrocławiu, na której objął stanowisko profesora w Katedrze Malarstwa Architektonicznego i Multimediów (był także jej kierownikiem). W kadencjach 2012–2016 i 2016–2020 był dziekanem Wydziału Malarstwa i Rzeźby. W czerwcu 2020 został wybrany na rektora ASP we Wrocławiu w kadencji 2020–2024.
Zajmuje się malarstwem i rysunkiem. Autor instalacji i filmów, twórca spektakli multimedialnych, łączących obraz wideo z muzyką wykonywaną na żywo. Swoje prace prezentował m.in. we wrocławskiej Awangardzie, brał również udział w ok. 160 wystawach zbiorowych. Uczestniczył w Międzynarodowym Kongresie Współczesnego Malarstwa Europejskiego na Uniwersytecie w Porto (2017, 2019).
W 2018 został uhonorowany Nagrodą Rektora ASP we Wrocławiu za całokształt dorobku artystyczno-dydaktycznego. Otrzymał także wyróżnienie honorowe i nagrodę BWA we Wrocławiu podczas V Konkurs im. Eugeniusza Gepperta (2001).